# テクニクビート
『テクニクビート』は、2002年7月にアーケード、同年11月にPlayStation 2用ソフトとしてアリカから発売された音楽ゲーム。アクションゲームやパズルゲームの要素を持ち、音を持ち運ぶ、組み合わせるといった独特の操作でプレイする。
楽曲は前作『テクニクティクス』の収録曲とナムコ（後のバンダイナムコゲームス）のレトロゲームのアレンジ楽曲を収録。コンシューマ版では新曲も追加された。
ビデオゲーム筐体で、3つのボタンと1本のレバーでプレイする。レバーでキャラクターを動かし、Aボタンでマーカーを反応させる、Bボタンでマーカーに対するアクション（持ち上げる、蹴るetc.）、Cボタンでスーパーアクションを発動する。基板はSYSTEM246。

## ゲームプレイの詳細
1. クレジットを入れ、スタートボタンを押す。操作説明（スタートボタンでスキップ可）。
2. ゲームモードを選ぶ。
3. 使用キャラクターを選ぶ。
キャラクターによって能力の違いがある。
4. ノーマルスタイルでは楽曲、チャンネルスタイルではチャンネルを選ぶ。
5. プレイする。
6. プレイが評価される。高得点ならネームエントリー。

## ゲームシステム
プレイヤーは固定画面上のキャラクターを操作し、決められた場所に発生する大小様々な「マーカー」を、外縁とマーカー内から広がる波紋が一致するようにタイミングよく反応させて音を作り出す。マーカーは「ビートマーカー」と呼ばれる、複数回反応させなければならないマーカーもあり、その場合はマーカーの外周に回数が点の数で表示される。判定は良い順にJUST、GREAT、GOOD、BADの4種類だが、ちょうどいいタイミングで反応させるとさらに評価の高いJUST（大JUSTと呼ばれる）になる。
マーカーを反応させた時に接触しているマーカーがある場合は、そのマーカーは「予約状態」となって、隣接したマーカーと同じ評価で自動的に音が発生するようになる（最初にGREATで反応させた場合には予約マーカーはGREATのタイミングで反応する）。これをチェーンと呼び、画面上に予約マーカーが出ている間はその累計数がカウントされていき、これがいわゆる音ゲーのコンボになる。マーカーを持ち運ぶなどのアクションによってこのチェーンを誘発させることができ、これが攻略する上で最も基本的なテクニックとなる。
スーパーアクションというボンバー的なアクションも使用でき、キャラクターごとに性能は異なる。
高難易度になるほどマーカー配置は巧妙になり、攻略は一筋縄では行かない。他な音楽ゲームに比べると攻略の自由度が高く、文法的にはアクションパズルゲームにも近い。
曲終了時にインジゲーターがクリアゾーンにあればクリア。インジゲーターが空になったり、曲終了時にクリアゾーンになければゲームオーバー。
対戦プレイも可能。

## PlayStation 2版
パズルモードやサドンデスモードなどの家庭用ならではのモードが追加されている。
段位認定があり、取得した段位によってキャラクターカラーの変更が行える。

## 開発
『テクニクティクス』発売から1年後、アリカの三原一郎からナムコ側にアーケードゲーム作品の誘いがあり、坪内公典がそれに乗った。その後、三原が往年のナムコ楽曲を使いたいと言い出したことで、本作の方向性が固まっていった。楽曲の選定はアリカが中心となって行い、採用するか否かを企画側と詰めていった。
前作『テクニクティクス』のPlayStation 2版では9人登場していたのに対し、本作ではその3分の2である6人に減らされている。その原因の背景には、PlayStation 2のアナログスティックから業務用の8方向レバーに移行した際、どうしても前作の動きをアーケードで再現できないことが判明したことにある。その結果、不本意ながらもキャラクターの整理が行われ、スワンら登場が見送られたキャラクターの要素を残りの6人に入れたため、むしろ作るのが大変だったと坪内はインタビューの中で振り返っている。
本作の登場人物のうち「ニッティー」と「ボット」と「カート」は高野が、「レイン」と「ハッシー」と「ウィリー」は三川がそれぞれ担当した。うちニッティーとレインは初心者向けのキャラクターであり、これは、三原から寄せられた「コンパチブルキャラクターではなく、見た目は似ていても性能が異なるようにしてほしい」という要望に由来している。
また、本作で「スーパアクション」が追加されたことで、キャラクターの性質は大幅に変わったという。

## 収録曲

### アリカオリジナル曲
本作のために作られた楽曲が多数だが、中にはアリカ制作の作品の楽曲も収録されている。
- ストリートファイターEXシリーズ
- ファイティングレイヤー
- テトリス ザ・グランドマスターシリーズ
- プラチナ（アニメ『カードキャプターさくら』より）

### ナムコオリジナル曲
- 妖怪道中記
- トイポップ
- コズモギャング・ザ・ビデオ
- スカイキッド
- ニューラリーX
- リブルラブル
- オーダイン
- イシターの復活
- X-DAY
- ドルアーガの塔
- マッピー
- アサルト
- サンダーセプター
- ローリングサンダー
- ドラゴンスピリット
- F/A
- リッジレーサー
- ゼビウス
- ディグダグ
- メトロクロス
- パックマニア
- ワンダーモモ
- 超絶倫人ベラボーマン
- ウィニングラン
- ガンバレット
- バーニングフォース
- 源平討魔伝
- ギャラクシアン3
- モトス
- スプラッターハウス
- ドラゴンバスター

- メルヘンメイズ
ロケテストでのみプレイできた曲。

### 参加アーティスト
- 細江慎治
- 佐宗綾子
- 安井洋介
- 齋藤博人
- 相原隆行
- 渡部恭久
- 古川典裕

### サウンドトラック
発売当初よりサウンドトラックの発売を希望するユーザの声もあったものの、ナムコ楽曲の版権が、ナムコ側か、それとも作曲者にあるのか不明な曲があるなど、版権に対し十分に確認ができず、実現に至らなかった。
そして発売当時から6年の歳月を経て2007年6月にナムコ側に企画が出され、2008年4月16日、sweeprecordより発売された。なお、ロケテストバージョンにのみ収録された『メルヘンメイズ』のアレンジ楽曲は、本サントラでも収録されていない。
収録曲一覧
```
1 Technicbeat(Opening)
2 guts select (Select)
3 Youkai Douchuki(
妖怪道中記
)
4 TOY POP(
トイポップ
)
5 Cosmo Gang the Video(コズモギャング ザ ビデオ)
6 Sakura Mankai(ストリートファイターEX2)
7 Sky Kid(
スカイキッド
)
8 brisa do mar(EverBlue2)
9 Spider Control 16th
10 Prismatics
11 PURACHINA(
カードキャプターさくら
)
12 New Rally-X(
ニューラリーX
)
13 Libble Rabble(
リブルラブル
)
14 Ordyne(
オーダイン
)
15 The Return of Ishtar(
イシターの復活
)
16 X-Day(エックス デイ)
17 The Tower of Druaga(
ドルアーガの塔
)
18 L7-A2(
ファイティングレイヤー
)
19 Mappy(
マッピー
)
20 Assault(
アサルト
) 
21 Thunder Cepter(
サンダーセプター
)
22 Rolling Thunder(
ローリングサンダー
)
23 Dragon Spirit(
ドラゴンスピリット
)
24 F/A(
F/A
)
25 Ridge Racer(
リッジレーサー
)
26 Ancient Zone(ストリートファイターEX3)
27 LOVE MAHJONG(ネットでロン)
28 Xevious(
ゼビウス
)
29 Dig Dug(
ディグダグ
)
30 Metrocross(
メトロクロス
)
31 Pacmania(
パックマニア
)
32 Wonder Momo(
ワンダーモモ
)
33 Stronger(
ストリートファイターEX
)
34 Berabo Man(
超絶倫人ベラボーマン
)
35 Winning Run(
ウイニングラン
)
36 Gun Bullet(
ガンバレット
)
37 Crowded Town(ストリートファイターEX2)
38 Burning Force(
バーニングフォース
)
39 Genpei Toumaden(
源平討魔伝
)
40 Galaxian3(
ギャラクシアン3
)
41 The Absolute(
テトリスT.A.
)
42 Motos(
モトス
)
43 Splatter House(
スプラッターハウス
)
44 Dragon Buster(
ドラゴンバスター
)
45 Victim(Trial 1)
46 TECTEC(^^)v(Trial 2)
47 marching Ants(Trial 3)
48 Good dancers next(AC Ending)
49 rain dancers one more (PS2 Ending)
```